# Liste der Biografien/Klev
Liste der Biografien |
Portal Biografien |
Personensuche
# |
A |
B |
C |
D |
E |
F |
G |
H |
I |
J |
K |
L |
M |
N |
O |
P |
Q |
R |
S |
T |
U |
V |
W |
X |
Y |
Z |
?
 
Ka |
Kb |
Kc |
Kd |
Ke |
Kf |
Kg |
Kh |
Ki |
Kj |
Kl |
Km |
Kn |
Ko |
Kp |
Kr |
Ks |
Kt |
Ku |
Kv |
Kw |
Ky |
Kx |
Kz
 
Kla |
Kld |
Kle |
Kli |
Klj |
Klo |
Klu |
Kly
 
Klea |
Kleb |
Klec |
Kled |
Klee |
Klef |
Kleg |
Kleh |
Klei |
Klej |
Klek |
Klem |
Klen |
Kleo |
Klep |
Kler |
Kles |
Klet |
Kleu |
Klev |
Klew |
Kley |
Klez
Die Liste der Biografien führt alle Personen auf, die in der deutschsprachigen Wikipedia einen Artikel haben. Dieses ist eine Teilliste mit 29 Einträgen von Personen, deren Namen mit den Buchstaben „Klev“ beginnt.

## Klev
- Klev, Kenneth (* 1978), norwegischer Handballspieler

### Kleva
- Kleva, Mojca (* 1976), slowenische Politikerin (SD), MdEP

### Kleve
- Kleve, Heiko (* 1969), deutscher Sozialwissenschaftler und Autor
- Kleve, Knut (1926–2017), norwegischer Altphilologe
- Klevečka, Rimutis (* 1956), litauischer Diplomat und Botschafter
- Kleveland, Åse (* 1949), schwedisch-norwegische Musikerin und Politikerin
- Kleveland, Kathrine (* 1966), norwegische Politikerin
- Kleveland, Marcus (* 1999), norwegischer Snowboarder
- Kleveman, Lutz C. (* 1974), deutscher Journalist
- Kleven, Arvid (1899–1929), norwegischer Komponist
- Kleven, Håvard, norwegischer Handballschiedsrichter
- Kleven, Thea Sofie (2000–2018), norwegische Skispringerin
- Klevenhaus, Michael (* 1961), deutscher Schauspieler, Sänger, Autor, Sprachvermittler und Kulturvermittler
- Klevenow, Heinz (1908–1975), deutscher Schauspieler
- Klevenow, Heinz junior (1940–2021), deutscher Schauspieler und Theaterintendant
- Klever, Albrecht († 1565), Ratsherr der Hansestadt Lübeck
- Klever, Amelie (* 1994), deutsches ModelAmelie Klever (* 1994)

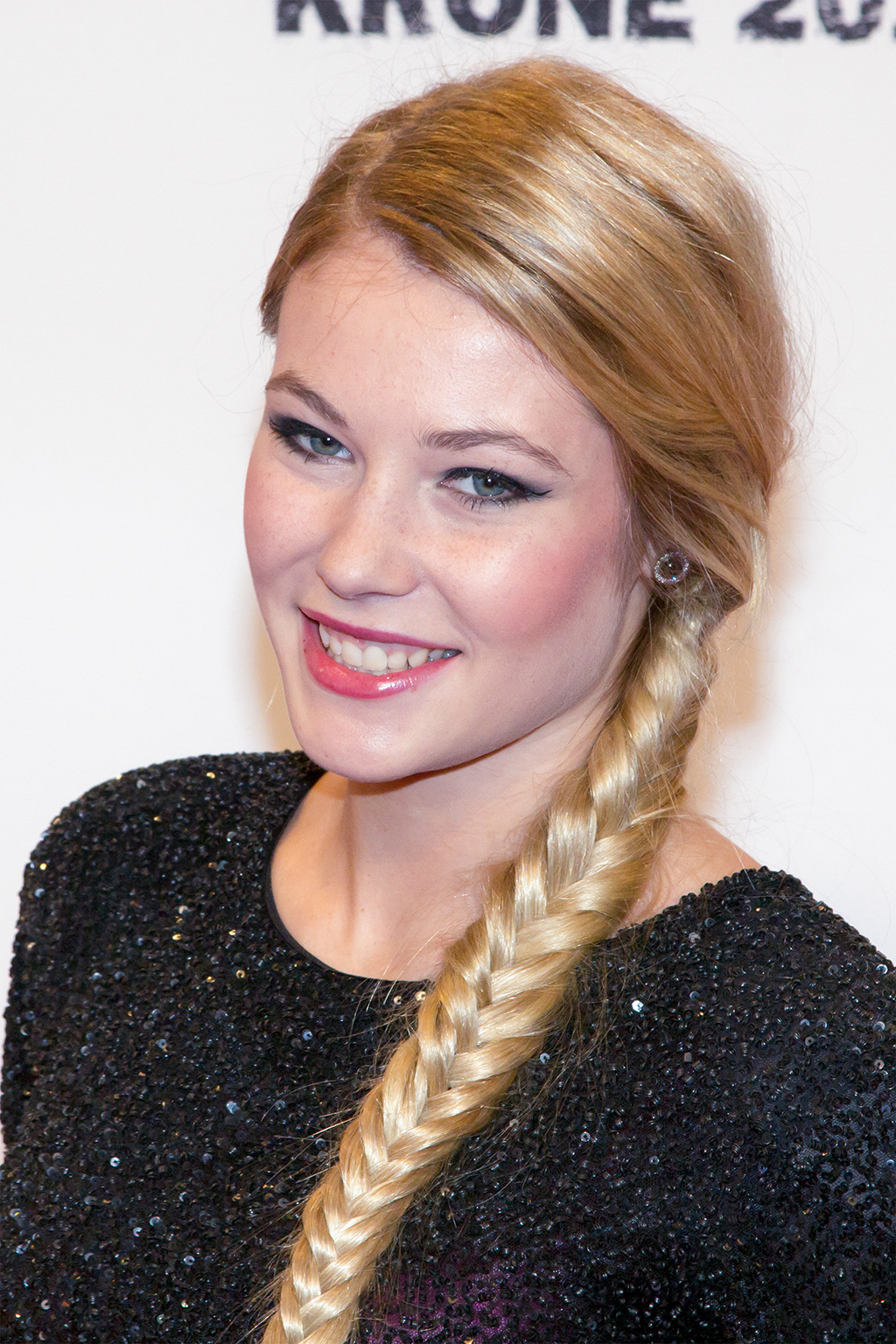
Amelie Klever (* 1994)

- Klever, Dieter (1940–2008), deutscher Fußballspieler
- Klever, Heinz (1928–2006), deutscher Kommunalpolitiker (CDU) und von 1968 bis 1999 ehrenamtlicher Bürgermeister von Kaarst
- Klever, Hermann (1537–1597), Kaufmann und Ratsherr der Hansestadt Lübeck
- Klever, Julius von (1850–1924), russischer Maler
- Klever, Peter (1934–2018), deutscher evangelischer Pfarrer und Schriftsteller
- Klever, Philip (* 1985), deutscher Offizier
- Klever, Reinette (* 1967), niederländische Politikerin, Vermögensverwalterin und Rundfunkmoderatorin
- Klever, Ulrich (1922–1990), deutscher Sachbuchautor und Journalist
- Klevesahl, Erich Christian (1745–1818), deutscher Philosoph, Historiker und Theologe; Professor der Philosophie in Gießen

### Klevi
- Klevinghaus, Johannes (1911–1970), deutscher evangelischer Theologe
- Klevinghaus, Wilma (1924–2023), deutsche Autorin
- Klevinskas, Saulius (* 1984), litauischer Fußballtorhüter